# Pseudasellodes laternaria
Pseudasellodes laternaria är en fjärilsart som beskrevs av Achille Guenée 1858. Pseudasellodes laternaria ingår i släktet Pseudasellodes och familjen mätare. Inga underarter finns listade i Catalogue of Life.